# Маттеи, Джованни Этторе
Джованни Этторе Маттеи (итал. Giovanni Ettore Mattei, 10 марта 1865 — 19 декабря 1943) — итальянский ботаник.

## Биография
Джованни Этторе Маттеи родился в коммуне Кастельфранко-Эмилия 10 марта 1865 года. 
Маттеи родился в семье инженера Самуеле ди Лукка и Джулии Бандера. После принятия участия в Австро-итало-французской войне в 1859 году, его отец посвятил себя сельскому хозяйству. С раннего возраста Маттеи имел возможность наблюдать за природой и начал собирать коллекции насекомых и птиц. В 1884 году он поступил на факультет естественных наук в Болонском университете, где сориентировался на изучение ботаники и собрал богатый гербарий. 
Джованни Этторе Маттеи умер в коммуне Шара 19 декабря 1943 года. 

## Научная деятельность
Джованни Этторе Маттеи специализировался на семенных растениях. Он описал более 130 видов растений, большинство из которых были описаны впервые. Был директором ботанического сада в Мессине. Он занимался не только ботаникой: на своей вилле он изготовил модель самолёта и интересовался воздушной навигацией. 
Именно Маттеи оиписал Сицилийскую пихту. 

## Публикации
- Gli uccelli e l'agricoltura: considerazioni. Cenerelli, Bologna, 1883.
- Noterelle botaniche. Società Tipografica Azzoguidi, Bologna, 1886.
- Botanica conforme alle lezioni del professor Federico Delpino. Albertazzi, Bologna, 1890.
- Dizionarietto di botanica: ad uso degli studenti e di tutti coloro che iniziano lo studio delle piante. Sandron, Milano, 1910.
- I batteriocecidii. Soc. Tip. Azzoguidi, Bologna, 1887.
- Aggiunte alla Flora bolognese Soc. Tip. Azzoguidi, Bologna, 1886.
- Convolvulacee Soc. Tip. Azzoguidi, Bologna, 1887.
- Verità ed errori nella teoria dell'evoluzione — Pensieri sulla moderna biologia. Palermo Tip. Di Cristina 1907.